# Barbara van Bergen
Barbara van Bergen (Rotterdam, 9 giugno 1978) è una cestista e sciatrice alpina olandese paralimpica, vincitrice di diverse medaglie in entrambe le discipline alle Paralimpiadi, ai Campionati mondiali e quelli Campionati europei.

## Biografia
In seguito ad un incidente in moto nel 2006, Van Bergen è rimasta paraplegica. Dal 2021 fa parte del Comitato degli atleti del Comitato Olimpico Olandese. Prima dell'incidente, ha gareggiato nell'atletica leggera a livello nazionale nei Paesi Bassi. È stata ambasciatrice della Dirk Kuyt Foundation, fondazione che sostiene e organizza eventi per persone con disabilità nei Paesi Bassi.

## Carriera

### Pallacanestro in carrozzina
Van Bergen ha iniziato la sua carriera nel 2007 con la squadra del Rotterdam Arrows'81 e nel 2008 ha giocato per la squadra di basket in carrozzina femminile olandese alle Paralimpiadi estive 2008 a Pechino, dove ha raggiunto i quarti di finale. Tre anni dopo, la squadra olandese di pallacanestro in carrozzina si è qualificata per le Paralimpiadi estive del 2012 a Londra. Dopo aver perso in semifinale, hanno vinto la partita per la medaglia di bronzo.
Dopo aver vinto l'oro al Campionato europeo femminile di pallacanestro in carrozzina 2013 a Francoforte e il bronzo al Campionato mondiale femminile di basket in carrozzina 2014 a Toronto, la squadra olandese ha vinto la medaglia d'argento al Campionato europeo femminile del 2015, qualificandosi così per le Paralimpiadi estive 2016 a Rio de Janeiro, dove hanno vinto ancora una volta la medaglia di bronzo.

### Sci alpino paralimpico
Van Bergen è attiva nello sci paralpino seduti dal 2014. Dopo i Giochi Paralimpici del 2016, si è concentrata su questo sport. Nel dicembre 2021 è riuscita a qualificarsi per le Paralimpiadi invernali del 2022 a Pechino. Ai Campionati Mondiali Para Snow Sports 2021 svoltisi a Lillehammer, in Norvegia, van Bergen ha vinto la medaglia d'argento nella discesa libera.
È stata l'unica donna a rappresentare i Paesi Bassi nello sci alpino ai Giochi paralimpici invernali del 2022 a Pechino; ai Mondiali di Espot 2023 ha vinto la medaglia d'oro nella discesa libera. 

## Palmarès

### Pallacanestro

#### Paralimpiadi
- 2 medaglie:
  - 2 bronzi (a Londra 2012; a Rio de Janeiro 2016)

#### Mondiali
- 1 medaglia:
  - 1 bronzo a Toronto 2014

#### Europei
- 5 medaglie:
  - 1 oro a Frankfurt 2013
  - 4 argenti a Wetzlar 2007, Stoke Mandeville 2009, Nazareth 2011, Worcester 2015

### Sci alpino

#### Mondiali
- 2 medaglie:
  - 1 oro (discesa libera a Espot 2023)
  - 1 argento (discesa libera a Lillehammer 2021)